# Tobias Thomas (Ökonom)

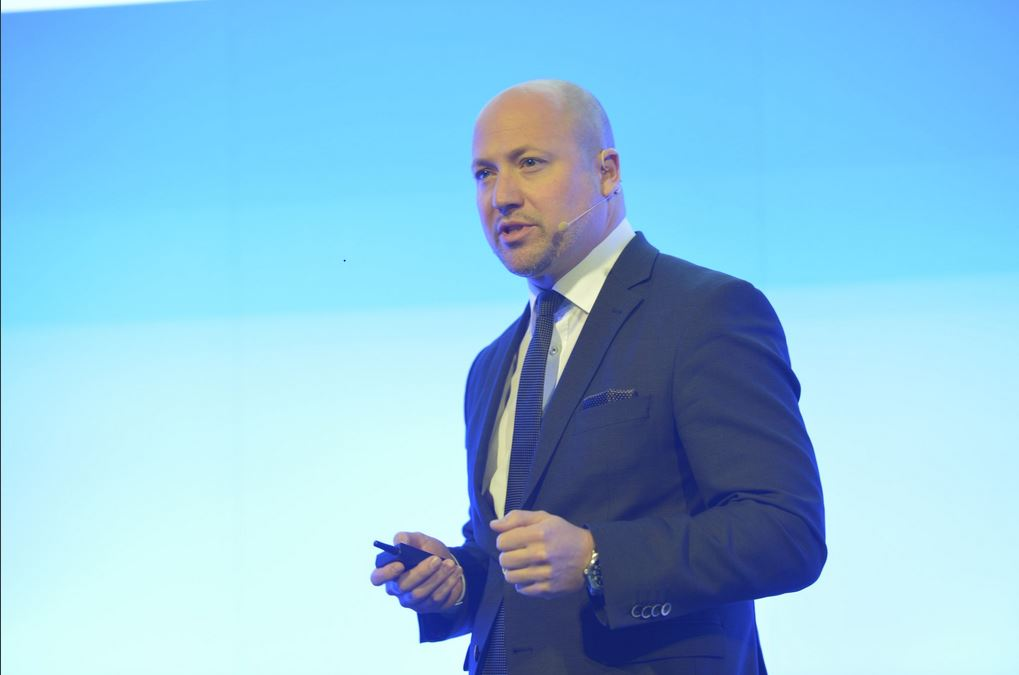
Tobias Thomas (2017)

Tobias Thomas (* 30. April 1975 in Duisburg) ist ein deutscher Ökonom. Er ist Universitätsprofessor für Volkswirtschaftslehre an der Universität Graz,  stellvertretender Vorsitzender des Österreichischen Sachverständigenrats für Wirtschaftsfragen (Produktivitätsrat) und ehemaliger Generaldirektor des Österreichischen Statistikamtes (Statistik Austria).

## Beruflicher und akademischer Werdegang
Thomas studierte Volkswirtschaftslehre an der Rheinischen Friedrich-Wilhelms-Universität Bonn und Technischen Universität Berlin und wurde an der Helmut-Schmidt-Universität Hamburg mit summa cum laude promoviert, wo später auch die Habilitation folgte. Forschungsaufenthalte führten ihn an die Columbia University nach New York (USA) auf Einladung von Wirtschaftsnobelpreisträger Joseph E. Stiglitz und Anya Schiffrin und an das Max-Planck-Institut für Steuerrecht und Öffentliche Finanzen in München auf Einladung von Kai A. Konrad.
Nach Leitungsfunktionen bei der Deutschen Industrie- und Handelskammer (DIHK) für Wirtschaftspolitik und Europäische Wirtschaftspolitik in Berlin and Brüssel (2008–2013) führte Thomas den Forschungsbereich eines internationalen Unternehmens für Medienanalyse und strategische Kommunikationsberatung mit Sitz in Zürich und weiteren Standorten in Hanoi, New York und Pretoria (2013–2016). Von 2017 bis 2020 war Thomas Direktor des Wirtschaftsforschungsinstituts EcoAustria, welches insbesondere auf die ex‐ante und ex‐post Evaluation von wirtschafts‐ und sozialpolitischen Maßnahmen auf Basis von Simulationsmodellen und ökonometrischen Analysen fokussiert. In dieser Zeit wurden die Auftragsforschungen für Bundesministerien, Ämter der Landesregierungen oder die Europäische Kommission deutlich ausgeweitet.
Von 2020 bis 2025 war Thomas Generaldirektor des Österreichischen Bundesamts für Statistik (Statistik Austria) mit 850 Mitarbeitern und einem Budget von 100 Mio. Euro (2025). Während seiner Amtszeit wurde die Forschungsdateninfrastruktur Austrian Micro Data Center (AMDC) etabliert und das Austrian SocioEconomic Panel (ASEP) aufgebaut. Zudem erzielte Statistik Austria stark verbesserte Ergebnisse beim Peer Review 2022 des Europäischen Statistischen Systems (ESS), bei dem die Anzahl der Empfehlungen im Vergleich zum Jahr 2014 fast halbiert wurde. Im Jahr 2025 beschloss der Wirtschafts- und Sozialrat der Vereinten Nationen (ECOSOC), dass Österreich ab 2026 erstmals seit 1983 wieder Vollmitglied im höchsten Statistikgremium der Welt, der United Nations Statistical Commission (UNSC) in New York wird.
In universitärer Forschung und Lehre war Thomas von 2012 bis 2024 erst Lehrbeauftragter und dann Professor für Volkswirtschaftslehre an der Heinrich-Heine-Universität Düsseldorf. Seit 2024 ist er Universitätsprofessor für Volkswirtschaftslehre am Graz Schumpeter Centre (GSC) der Universität Graz.

## Gremien und Funktionen
Thomas ist stellvertretender Vorsitzender des Österreichischen Sachverständigenrats für Wirtschaftsfragen (Produktivitätsrat). Zudem ist er Mitglied des Ausschusses für Wirtschaftspolitik sowie Mitglied des Ausschusses für Wirtschaftssysteme und Institutionenökonomik des Vereins für Socialpolitik (VfS), der größten Ökonomenvereinigung im deutschsprachigen Raum, sowie Mitglied des Science Advisory Board des Complexity Science Hubs Vienna (CSH) und Research Affiliate am Düsseldorf Institute for Competition Economics (DICE) der Heinrich-Heine-Universität Düsseldorf.
Darüber hinaus war Thomas Vizepräsident der Österreichischen Statistischen Gesellschaft (ÖSG, 2020–2024), wissenschaftlicher Experte in der Alterssicherungskommission (2019–2023), die zur finanziellen Nachhaltigkeit des Österreichischen Pensionssystems berichterstattet, sowie Mitglied der Kommission Zukunft Statistik (KomZS, 2022–2025) zur strategischen Weiterentwicklung des Deutschen Statistischen Bundesamtes (Destatis) und Research Fellow am Center for Media, Data and Society (CMDS) der Central European University (CEU) in Budapest (2018–2022).

## Internationale Organisationen
In seiner Funktion als Generaldirektor von Statistik Austria vertrat Thomas Österreich im Ausschuss für das Europäische Statistische System (ESSC) in Luxemburg, bei der United Nations Statistical Commission (UNSC) in New York, der United Nations Conference of European Statisticians (UNCES) in Genf und dem OECD Committee on Statistics and Statistical Policy (CSSP) in Paris (2020–2025). Von 2021 bis 2023 war Thomas von den ESS-Mitgliedsstaaten gewähltes Mitglied in der Partnership Group (ESS-PG), die die Arbeit des ESSC strategisch unterstützt. Darüber hinaus war Thomas 2021–2023 Mitglied der UNCES-Taskforce für Data Stewardship und in der UNCES-Taskforce Changing Role of National Statistical Offices in Data Ecosystems (2024–2025).

## Wissenschaftliches Werk
Sein Forschungsinteresse gilt insbesondere den Themen Wirtschaftspolitik, Öffentliche Finanzen, Wettbewerbsfähigkeit, Ökonomik politischer Reformen und Einfluss der Medien auf Wahrnehmung und Verhalten.
Seine Forschungsergebnisse zum Einfluss von Zentralbankkommunikation und Berichterstattung auf die Bondspreads in der Eurozone, zum Einfluss der Medienberichterstattung auf die Wahlabsichten und zur politischen Positionierung der US-Newscasts ABC, CBS, NBC und Fox wurden im European Journal of Political Economy (EJPE) veröffentlicht, die Analysen des Einflusses der Medienberichterstattung auf die Migrationssorgen der Bevölkerung im Journal of Economic Behavior & Organization (JEBO) und seine Forschungsergebnisse zur Rolle der Medien in Demokratien in Constitutional Political Economy (CPE).
Weitere Forschungsarbeiten zur Verbesserung von Konjunkturprognosen wurden im Journal of Forecasting veröffentlicht, zur Risikobereitschaft von Politikern im Zusammenhang mit Reformen im Review of Economics, zu den ökonomischen Folgen der Reformzurückhaltung in den Perspektiven der Wirtschaftspolitik und zu klimapolitischen Maßnahmen und Energieprognosen für Deutschland, Österreich und die Schweiz in der Zeitschrift für Energiewirtschaft.
Darüber hinaus untersucht Thomas in seiner angewandten Forschung insbesondere Fragen der nachhaltigen Ausgestaltung der Öffentlichen Finanzen und der Sozialen Sicherungssysteme, der Wettbewerbsfähigkeit von Wirtschaftsstandorten, sowie der Eurozone und der EZB, die er in zahlreichen angewandten Zeitschriftenbeiträgen veröffentlicht hat. Weitere Schwerpunkte sind Data Science, Data Governance von komplexen Datenökosystemen und der Aufbau und die Verbesserung von Forschungsdateninfrastruktureinrichtungen.

## Ehrungen und Medienpräsenz (Auswahl)
Im Ökonomenranking 2019 der einflussreichsten Ökonomen von Die Presse, F.A.Z. und Neue Zürcher Zeitung belegt Thomas Rang 5 in Österreich (2018: Rang 6). Seit 2020 ist er entsprechend der Regularien des Rankings aufgrund seiner Funktion als Generaldirektor von Statistik Austria nicht mehr gelistet. Im Jahr 2024 wurde Thomas 1.699 Mal in den Medien zitiert (2023: 1.788; 2022: 1.601; 2021: 1.413).

## Wissenschaftliche Publikationen (Auswahl)
- Hirsch, P., Feld, L. P., Köhler, E. A., &Thomas, T. (2024), Whatever it takes! How Tonality of News affects Government Bond Yield Spreads in the Eurozone, in: European Journal of Political Economy, available online March 11th, 2024.
- Fuchs, R., Göllner, T., Hartmann, S. & Thomas, T. (2024), Fostering Excellent Research by the Austrian Micro Data Center (AMDC), in: Journal of Economics and Statistics/Jahrbücher für Nationalökonomie und Statistik, 244(4), 433-445.
- Bernhardt, L., Dewenter, R. & Thomas, T. (2023), Measuring partisan media bias in the US Newscasts from 2001–2012, in: European Journal of Political Economy, online first: 20. Januar 2023.
- Dewenter, R., Dulleck, U. & Thomas, T. (2020), Does the 4th estate deliver? The Political Coverage Index and its application to media capture, in: Constitutional Political Economy, 31, 292–328.
- Frondel, M. & Thomas, T. (2020), Dekarbonisierung bis zum Jahr 2050? Klimapolitische Maßnahmen und Energieprognosen für Deutschland, Österreich und die Schweiz, in: Zeitschrift für Energiewirtschaft, 44, 195–221.
- Benesch, C., Loretz, S., Stadelmann, D. & Thomas, T. (2019), Media Coverage and Immigration Worries: Econometric Evidence, in: Journal of Economic Behavior & Organization, 160, 52–67.
- Dewenter, R., Linder, M. & Thomas, T. (2019), Can media drive the electorate? The impact of media coverage on voting intentions, in: European Journal of Political Economy, 58, 245–261.
- Berlemann, M. & Thomas, T. (2019), The Distance Bias in Natural Disaster Reporting – Empirical Evidence for the United States, in: Applied Economics Letters, 16, 1026–1032.
- Strohner, L., Berger, J. & Thomas, T. (2018), Sekt oder Selzer? Ökonomische Folgen der Reformzurückhaltung bei der Beendigung des Solidaritätszuschlags, in: Perspektiven der Wirtschaftspolitik, 19, 313–330.
- Thomas, T., Heß, M. & Wagner, G. G. (2017), Reluctant to Reform? A Note on Risk Loving of Politicians and Bureaucrats, in: Review of Economics, 68, 167–179.
- Ulbricht, D., Kholodilin, K. & Thomas, T. (2017), Do media data help to predict German industrial production?, in: Journal of Forecasting, 36, 83–496.
- Beckmann, K., Dewenter, R. & Thomas, T. (2017), Can news draw blood? The impact of media coverage on the number and severity of terror attacks, in: Peace Economics, Peace Science and Public Policy, 23, 1–16.
- Dewenter, R., Heimeshoff, U. & Thomas, T. (2016), Media Coverage and Car Manufacturers’ Sales, in: Economics Bulletin, 36, 976–982.
- Thomas, T. (2013), What price makes a good a status good? Results from a mating game, in: European Journal of Law and Economics, 36, 35–55.
- Göbel, M., Schneider, A. & Thomas, T. (2010), Consumption behavior and the aspiration for conformity and consistency, in: Journal of Neuroscience, Psychology, and Economics, 3(2), 83–94.

## Angewandte wissenschaftliche Publikationen (Auswahl)
- Frondel, M. & Thomas, T. (2020), Decarbonization by 2050? A Highly Ambitious Goal for Germany (in German), in: et - Energy Industry Issues/et - Energiewirtschaftliche Tagesfragen, 70, 20-27.
- Koch, P., Schwarzbauer, W. & Thomas, T. (2020), Tenant’s Paradise Austria? Myth and Reality (in German), in: List Forum for Economic and Financial Policy/List Forum für Wirtschafts- und Finanzpolitik, 45, 319-346.
- Schwarzbauer, W., Thomas, T. & Wagner, G. G. (2019), Birds of a Feather Flock Together. A Network Analysis of Policy Advisers (in German), in: Economics Review/Wirtschaftsdienst, 99, 278-285.
- Cassel, S. & Thomas, T. (2019), The Answer to Robots is Education and Participation (in German), in: List Forum for Economic and Financial Policy/List Forum für Wirtschafts- und Finanzpolitik, 45, 53-55.
- Cassel, S. & Thomas, T. (2018), Strengthen Developing Countries Through Trade Liberalization (in German), in: List Forum for Economic and Financial Policy/List Forum für Wirtschafts- und Finanzpolitik, 44, 65-67.
- Cassel, S. & Thomas, T. (2018), Using the Scope for Sustainable Public Finances Now (in German), in: List Forum for Economic and Financial Policy/List Forum für Wirtschafts- und Finanzpolitik, 43, 483-485.
- Cassel, S., Haucap. J. & Thomas, T. (2017), Take Advantage of the Opportunities of Digitization (in German), in: List Forum for Economic and Financial Policy/List Forum für Wirtschafts- und Finanzpolitik, 43, 189-191.
- Cassel, S. & Thomas, T. (2017), From the “Sick Man of Europe” to “Europe’s Engine” (in German), in: List Forum for Economic and Financial Policy/List Forum für Wirtschafts- und Finanzpolitik, 43, 63–65.
- Cassel, S. & Thomas, T. (2017), Creating More Equal Opportunities in Education (in German), in: List Forum for Economic and Financial Policy/List Forum für Wirtschafts- und Finanzpolitik, 42, 333-335.
- Cassel, S. & Thomas, T. (2016), Improve Investment Conditions (in German), in: List Forum for Economic and Financial Policy/List Forum für Wirtschafts- und Finanzpolitik, 42, 105-107.
- Cassel, S. & Thomas, T. (2016), Adjust Retirement Age Automatically (in German), in: List Forum for Economic and Financial Policy/List Forum für Wirtschafts- und Finanzpolitik, 42, 101-103.
- Cassel, S. & Thomas, T. (2014), With Liability to Stability in the Eurozone (in German), in: List Forum for Economic and Financial Policy/List Forum für Wirtschafts- und Finanzpolitik, 40, 91-93.
- Cassel, S. & Thomas, T. (2014), Conclude Regional Free Trade Agreements Rapidly (in German), in: List Forum for Economic and Financial Policy/List Forum für Wirtschafts- und Finanzpolitik, 40, 201-203.
- Cassel, S. & Thomas, T. (2013), Do not Overstretch the Mandate of the European Central Bank (in German), in: List Forum for Economic and Financial Policy/List Forum für Wirtschafts- und Finanzpolitik, 39, 292-294.